# 世界の創造
『世界の創造』（せかいのそうぞう、仏：La Création du monde） は、ダリウス・ミヨーが1923年に作曲したバレエ音楽 （作品81a）、およびそれに基づく全1幕のバレエ作品。まれに『天地創造』とも訳される。

## 概要
ミヨーは1922年に米国訪問中にハーレムの道端で本場のジャズを初めて耳にし、音楽観に大きな衝撃を受けた。パリで活動していたバレエ団、バレエ・スエドワ（スウェーデン・バレエ団）からバレエ音楽の新作を依嘱されると、ミヨーは翌1923年にいくつかの楽章にジャズを取り入れて『世界の創造』を作曲し、これを6つの連続した場面からなる全1幕のバレエとして上演させた。
アフリカ人から見た天地創造を主題としており、台本はブレーズ・サンドラールが担当。ジャン・ボルラン振付、フェルナン・レジェ美術で、初演はバレエ・スエドワによって1923年10月25日にパリのシャンゼリゼ劇場において行われた。公演時間は約20分。
音楽はミヨーがロンドンやハーレムで出逢ったジャズに感化された内容になっている。サクソフォーン独奏を含む17人の小オーケストラによって演奏されるが、後にピアノ五重奏版も作成された。P・コレールとR・デゾルミエールに献呈されている。
なおボルランによる振付はバレエとして普及せず、のちにN・ド・ヴァロア版（1931年・英国カマルゴ協会）、T・ボレンダー版（1960年・ニューヨーク・シティ・バレエ団）、K・マクミラン版（1966年・英国ロイヤル・バレエ団）などが作られた。
現在ではバレエとして上演されることは稀であり、純粋な管弦楽曲として演奏されることが多い。

## 経緯
ミヨーが最初にジャズと出会ったのは1919年、ロンドンのダンスホールにおいてであった。すでに『屋根の上の牛』でブラジルの大衆音楽を取り入れて一定の成功を収めていたミヨーは、次なる目標としてジャズを取り入れた作曲を考え始めていた。
なお当時のパリでは芸術に代表される上位文化とジャズに代表されるサブカルチャーの融合が随所で起こっており、加えてルネサンス時代から続く異国趣味として、1920年代には "Negrophilia" と称されたアフリカ風の趣味がパリを席捲していた。
ミヨーもこうした流れと無関係ではなく、自伝によれば1922年に訪米したのはジャズだけでなくアフリカの黒人芸能全般に対する興味からであったという。しかしミヨーは本場のジャズバンドを聴くといたく感激し、以後マンハッタン・ハーレム地区のクラブやバーを梯子してジャズ・ミュージシャンと交流するようになった。
フランスに帰国後、ミヨーは彼の言うところの「ジャズの文法」をもった様式で作曲を始める。和声法や旋律法にブルース風の変化をつけ、スウィング風のクライマックスとストンプ風のリズムを加えたほか、楽器編成もニューヨークでの見聞に基づいたものとなった。
ダンサーの衣裳と舞台装飾はフェルナン・レジェの手になるもので、アフリカらしい視覚的効果を狙ったものであったが、衣裳は非常に重くしなやかさに欠けていたため、動きづらく踊りにくかったといわれている。バレエは計12回上演されたが、ミヨーの意気込みにもかかわらず成功といえるものではなかった。当時のフランスの批評家の一人は「演奏会場や舞台よりも、食堂かダンスホールにふさわしい音楽」と酷評したという。
10年後の1933年12月、『世界の創造』はニューヨークでオーケストラ公演として上演された。すでにジャズが社会的に浸透していた米国では好意的に受け止められ、この作品がガーシュウィンの『ラプソディ・イン・ブルー』（1924年）より先に作曲されていたことから、ミヨーを称賛する声が多かったという。

## 楽器編成
- フルート2（第1フルートはピッコロと持ち替え）
- オーボエ1
- クラリネット2
- ファゴット1
- アルトサクソフォーン1
- トランペット2
- ホルン1
- トロンボーン1
- 打楽器1名 （ティンパニ5、シンバル、スネアドラム、テナードラム、プロヴァンス太鼓、ウッドブロック、メタルブロック、足踏み式のシンバル付バスドラム）

ティンパニ以外の楽器はドラムセットのように組み合わせて演奏する。
- ピアノ
- ソロヴァイオリン2
- チェロ1
- コントラバス1

## 構成
所要時間は約15〜20分で、次の6つの楽曲が連続してあたかも1つの楽章であるかのように演奏される。
- 序曲（Ouverture）
サクソフォーン独奏のレガート奏法。
- 創造の前の混沌（Le chaos avant la création）
真っ暗な混沌の中に、ナーメ、メベール、ヌウア（ヌザメ、メデール、ンクワ）の3神が現れる。
コントラバス・トロンボーン・サクソフォーン・トランペットが、ジャズ主題によるフーガを奏でていく。
- 動植物の創造（La naissance de la flore et de la faune）
神は植物、ついで象、亀、蟹、猿たちを創造する。新しい生き物が創造されるたびに舞台は明るくなっていく。
再び冒頭のレガート主題に戻るが、今度はフルートがその旋律を奏でる。チェロによる第2部を経て、オーボエによるブルース演奏。
- 男女の誕生（La naissance de l'homme et de la femme）
創造された動物たちは神の周りを回り、神のあたらしい呪文によって男女の人間が創造される。
2つのヴァイオリンがファゴットの伴奏に乗ってケークウォークを演奏する。
- 男女の色恋（Le désir）
欲望にかられた男女の踊りは次第にテンポを速め、熱狂的になっていく。動物たちも人間とともに踊る。
前半でピアノ・弦楽器・打楽器のリズミカルな伴奏に乗ってクラリネットのソロが活躍した後、序曲の旋律に戻るが、やがてリズム楽器による伴奏が熱狂的に勢いを増していく。
- 春または充足感（Le printemps ou l'apaisement） - コーダ：男女の口づけ
野蛮な踊りが静まって動物たちは去り、舞台には恍惚の境地の男女が残される。
終曲は三部形式であり、第1部と第2部の旋律はフラッタータンギング奏法によってフルートが演奏する。結びは穏やかなブルースによって閉じられる。

## 文献
- Julio Moreno Gonzalez-Appling, "The ox in the concert hall: Jazz identity and La Création du monde," - A thesis submitted to the Graduate College of Bowling Green State University.
修士による提出論文だが、ミヨーの旅行歴、他のジャズ風クラシック曲との比較、米仏で作品の評価が異なった理由などに触れている。